# Депо (платформа, Северная железная дорога)
Депо́ — железнодорожная платформа всех направлений Северной железной дороги. Расположена на территории железнодорожного узла Ярославль-Главный, напротив одноимённого локомотивного депо, перед разветвлением железной дороги на Данилов и Рыбинск, неподалёку от пересечения улиц Чкалова и Угличской (район «Пятёрка»), на котором расположено кольцо трамвайных маршрутов № 1 и 5.

## Пригородное сообщение
| № поезда              | Маршрут движения                        | № поезда                                | Маршрут движения                              |
| --------------------- | --------------------------------------- | --------------------------------------- | --------------------------------------------- |
| в сторону Данилова    | в сторону Данилова                      | в сторону Александрова                  | в сторону Александрова                        |
| 6227/6228             | Телищево — Данилов                      | 6005                                    | Депо — Ростов-Ярославский                     |
| 6214                  | Ярославль-Главный — Данилов             | 6013                                    | Депо — Рязанцево                              |
| 6002                  | Рязанцево — Филино                      | в сторону Ярославля (Московский вокзал) | в сторону Ярославля (Московский вокзал)       |
| 6220                  | Ярославль (Московский вокзал) — Данилов | 6225/6226                               | Данилов — Телищево                            |
| 6006                  | Александров-1 — Филино                  | 6413/6414                               | Филино — Кострома-Новая                       |
| 6224                  | Ярославль (Московский вокзал) — Данилов | 6217                                    | Данилов — Ярославль (Московский вокзал)       |
| до депо/Ярославля-Гл. | до депо/Ярославля-Гл.                   | 6221                                    | Данилов — Ярославль (Московский вокзал)       |
| 6008                  | Александров-1 — Депо                    | 6572/6571                               | Рыбинск-Пасс. — Ярославль (Московский вокзал) |
| 6215                  | Данилов — Ярославль-Главный             | 6417/6418                               | Депо — Нерехта                                |
| 6596                  | Рыбинск-Пасс. — Ярославль-Главный       | в сторону Рыбинска                      | в сторону Рыбинска                            |
| 6401/6402             | Нерехта — Депо                          | 6582/6581/6579                          | Ярославль (Московский вокзал) — Родионово     |
| 6592                  | Пищалкино — Ярославль-Главный           | 6595/6589                               | Ярославль-Главный — Пищалкино                 |
| 6219 летн.            | Данилов — Ярославль-Главный             | 6577                                    | Ярославль-Главный — Рыбинск-Пасс.             |